# Prugny
Prugny är en kommun i departementet Aube i regionen Grand Est (tidigare regionen Champagne-Ardenne) i nordöstra Frankrike. Kommunen ligger  i kantonen Estissac som ligger i arrondissementet Troyes. År 2022 hade Prugny 366 invånare.

## Befolkningsutveckling
Antalet invånare i kommunen Prugny
Referens: INSEE